# Villa Montoro (La Plata)
Villa Montoro es un barrio perteneciente a la localidad de Villa Elvira, en el partido de La Plata, en la Provincia de Buenos Aires. Forma parte del aglomerado urbano Gran La Plata. Se encuentra a 5 km al sudeste del centro de la Ciudad.
Nació en los años 1970 con el loteo de las tierras pertenecientes a la sucesión de la familia Montoro. El loteo original abarcó la zona comprendida por las calles 1 a 122 y de 95 a 98. En 1975 se levantó el Oratorio Salesiano de Don Bosco, también en esos años se fundó el club Villa Montoro.
Es un barrio de bajo nivel socioeconómico, con bolsones de extrema pobreza. Cuenta con un centro de salud.